# Heizkraftwerk Berlin-Buch
Das Heizkraftwerk Berlin-Buch ist ein Heizkraftwerk nach dem Prinzip der Kraft-Wärme-Kopplung an der Schwanebecker Chaussee im Berliner Ortsteil Buch.
Bauherr war die Bewag. Das Öl-/Gas-Kraftwerk wurde 1974 erstmals in Betrieb genommen und hat eine elektrische Leistung von 13 MW sowie eine thermische Leistung von 115,4 MW.
Der Kamin des Kraftwerks ist 120 Meter hoch.